# Aconitum jinyangense
Aconitum jinyangense är en ranunkelväxtart som beskrevs av Wen Tsai Wang. Aconitum jinyangense ingår i släktet stormhattar, och familjen ranunkelväxter. Inga underarter finns listade i Catalogue of Life.